# Torriggio
Torriggio (Torrigg in dialetto milanese, AFI: [tuˈridʒ]) è una frazione del comune di Rozzano in provincia di Milano posta a sudest del centro abitato, verso Basiglio.

## Storia
Fu un antico comune del Milanese confinante con Pontesesto a nord, Tolcinasco e Basiglio ad est, Romano Paltano e Moirago a sud, e Rozzano ad est. Nel 1751 vi furono conteggiati 150 residenti.
Alla proclamazione del Regno d'Italia nel 1805 risultava avere 170 abitanti. Nel 1809 fu soppresso con regio decreto di Napoleone ed annesso a Rozzano. Il Comune di Torriggio fu ripristinato con il ritorno degli austriaci, che tuttavia tornarono sui loro passi nel 1841, stabilendo la definitiva unione comunale con Rozzano alla cui parrocchia apparteneva.